# Xaver Schwarzenberger
Xaver Schwarzenberger, nacido el 21 de abril de 1946 en Viena, es un director de fotografía austriaco.

## Biografía
Después de su servicio voluntario en 1970, Schwarzenberger se convierte en director de cámara de documentales y luego director de producciones televisivas (como Tatort). En 1980 Rainer Werner Fassbinder le lleva a Múnich para rodar Berlin Alexanderplatz y luego a Lili Marleen. Después de mudarse a Austria, asumió el cargo de director en 1983, además de ser el director de fotografía de sus películas.

## Filmografía selectiva

### Como director de fotografía
- 1976 : En el lugar del crimen: Wohnheim Westendstraße
- 1980 : Berlín Alexanderplatz
- 1980 : Lili Marleen
- 1981 : Der Schüler Gerber
- 1982 : Querelle (Un pacto con el diablo)
- 1982 : Kamikaze 1989
- 1982 : La ansiedad de Veronika Voss
- 1982 : As de ases
- 1983 : El Marginal
- 1984 : Wenn ich mich fürchte
- 1985 : Die Nacht
- 1988 : Ödipussi
- 1992 : Schtonk

### Como director
Cine
- 1983 : Der Stille Ozean
- 1984 : Donauwalzer
- 1985 : Otto - Der Film (con Otto Waalkes)
- 1987 : Otto - Der Neue Film (en) (avec Otto Waalkes)
- 1989 : Beim nächsten Mann wird alles anders
- 1998 : Fever

Televisión
- 1987 : Tormenta de mayo
- 1988 : El túnel
- 1990 : Ein anderer Liebhaber
- 1990 : Absturz
- 1992 : Duett
- 1994 : Tafelspitz
- 1995 : Lovers
- 1995 : Fesseln
- 1997 : Lamorte
- 1997 : Die Nacht der Nächte
- 1998 : Krambambuli
- 1998 : Single Bells
- 1999 : Stella di Mare - Hilfe, wir erben ein Schiff!
- 1999 : Vino santo
- 2000 : O Palmenbaum
- 2000 : Happy Hour oder Glück und Glas
- 2001 : Edelweiss
- 2002 : 1809 Andreas Hofer - Die Freiheit des Adlers
- 2002 : Ein Hund kam in die Küche
- 2003 : Annas Heimkehr
- 2003 : Eine Liebe in Afrika
- 2003 : Dinner for Two
- 2004 : Zuckeroma
- 2005 : Margarete Steiff
- 2006 : Muttis Liebling
- 2006 : Feine Dame
- 2006 : Mein süßes Geheimnis
- 2007 : Die Liebe ein Traum
- 2007 : Copacabana
- 2009 : Der Bär ist los! Die Geschichte von Bruno
- 2009 : Sissi: Emperatriz de Austria
- 2009 : Detektiv wider Willen
- 2012 : Die Verführerin Adele Spitzeder
- 2012 : El secreto de Clarissa
- 2013 : Stille

### Como un actor
- 1993: Schramm

## Premios y distinciones
- Berlinale 1983: Oso de Plata a una contribución notable por Der Stille Ozean[cita requerida]